# Palm Valley (Northern Territory)

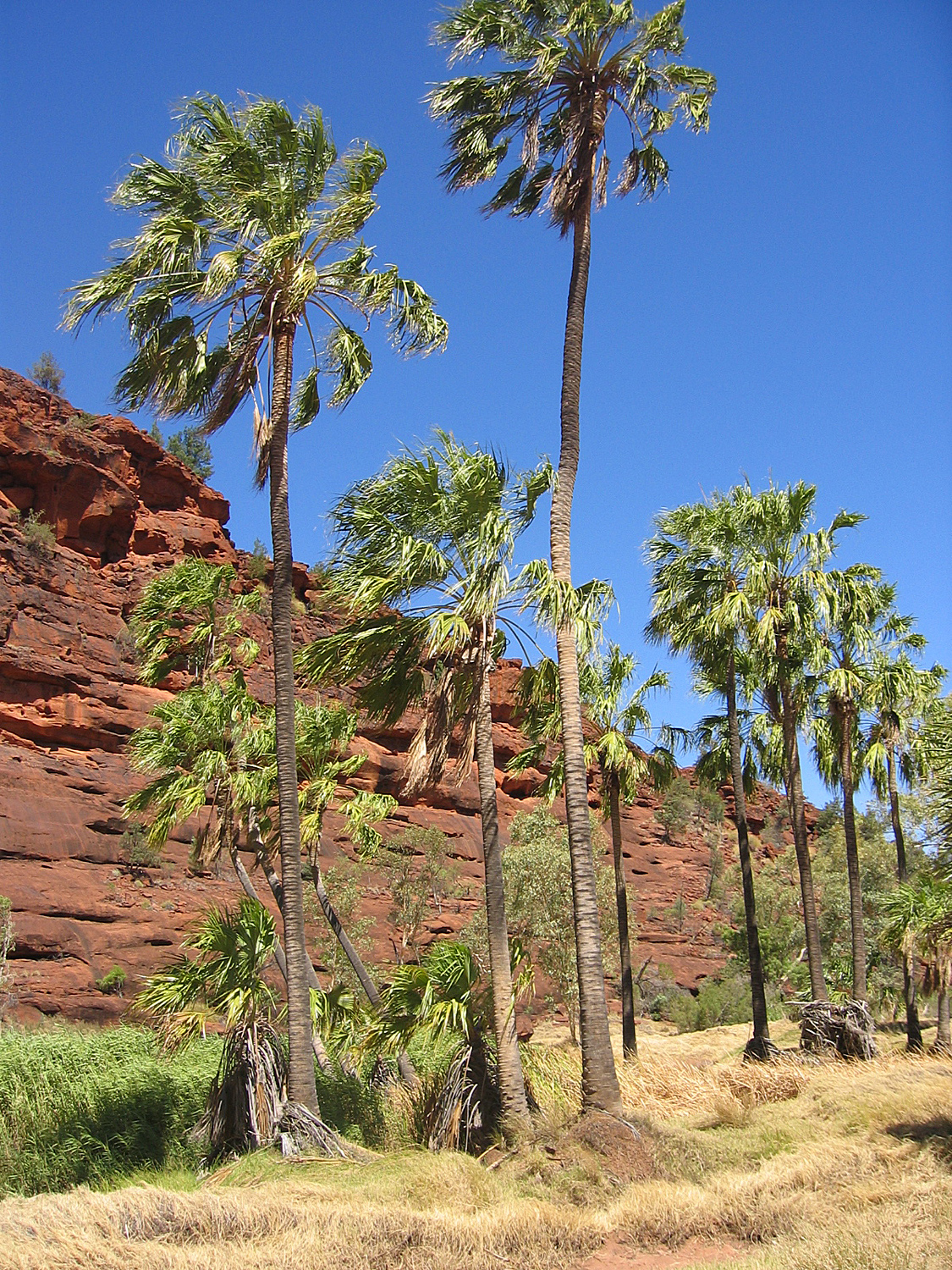
Marienpalmen im Palm Valley im Finke Gorge National Park

Palm Valley ist ein Tal in den MacDonnell Ranges westlich von Alice Springs im Northern Territory Australiens.
In dem Tal im Finke-Gorge-Nationalpark, das nur mit Allradfahrzeugen über eine 16 Kilometer lange Piste südlich von Hermannsburg zu erreichen ist, befindet sich die letzte Population der Marienpalme (Livistona mariae). Das zum Überleben wichtige Wasser stammt von Bergkämmen aus porösem Sandstein, die sich durch seit Jahrmillionen andauernde Erosion zu einem gewaltigen Wasserspeicher entwickelt haben.
Die aus einer feuchteren Klimaperiode stammende Palmenart hat vermutlich seit etwa 20.000 Jahren nur hier am Ufer des Palm Creek überdauert. Ein australisch-japanisches Forscherteam beschrieb im März 2012 im Fachblatt Proceedings of the Royal Society B die These, dass australische Ureinwohner vor rund 15.000 Jahren Palmensamen ins Zentrum des Kontinents transportiert haben könnten.

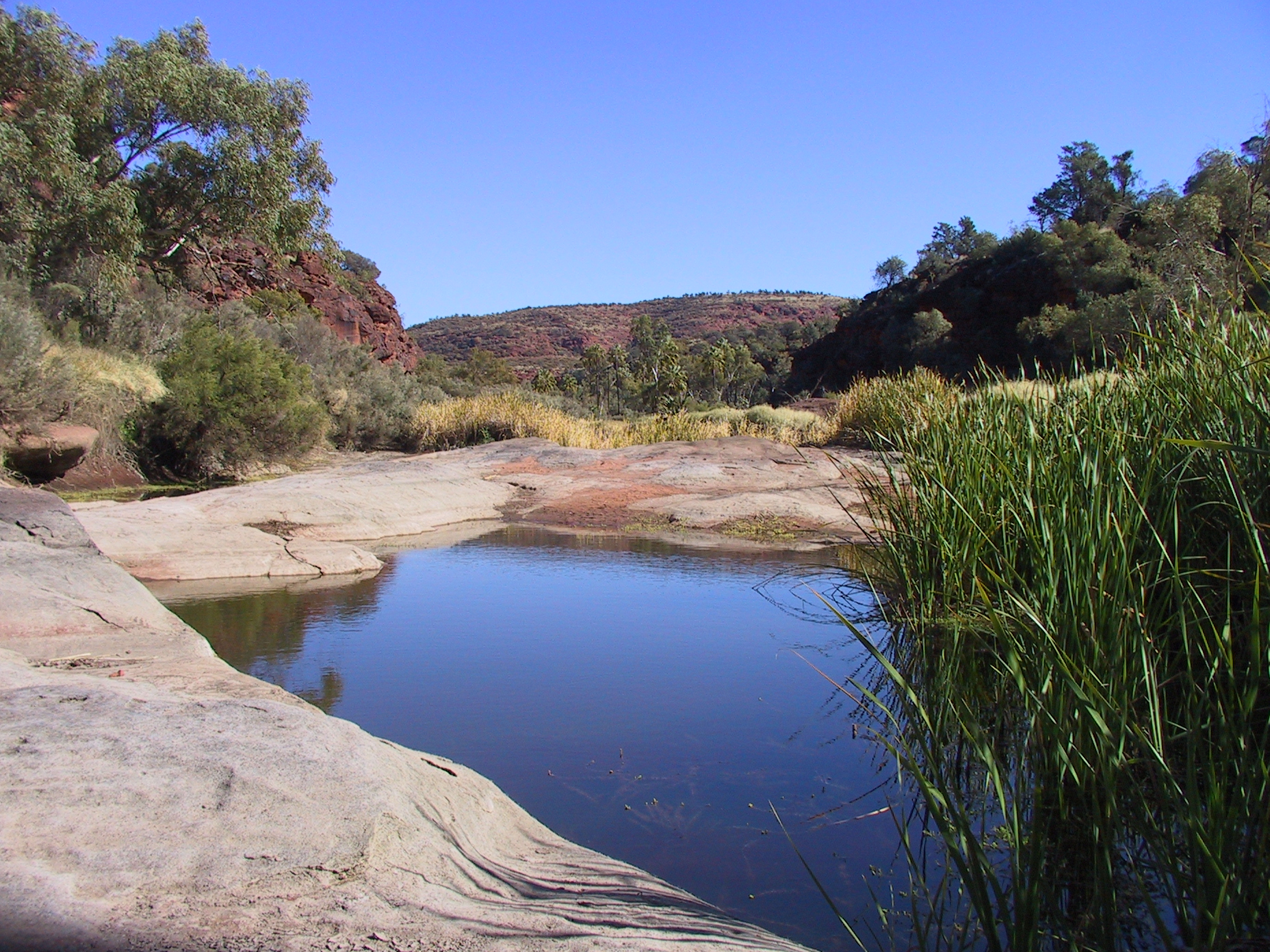
Wasser im Palm Valley
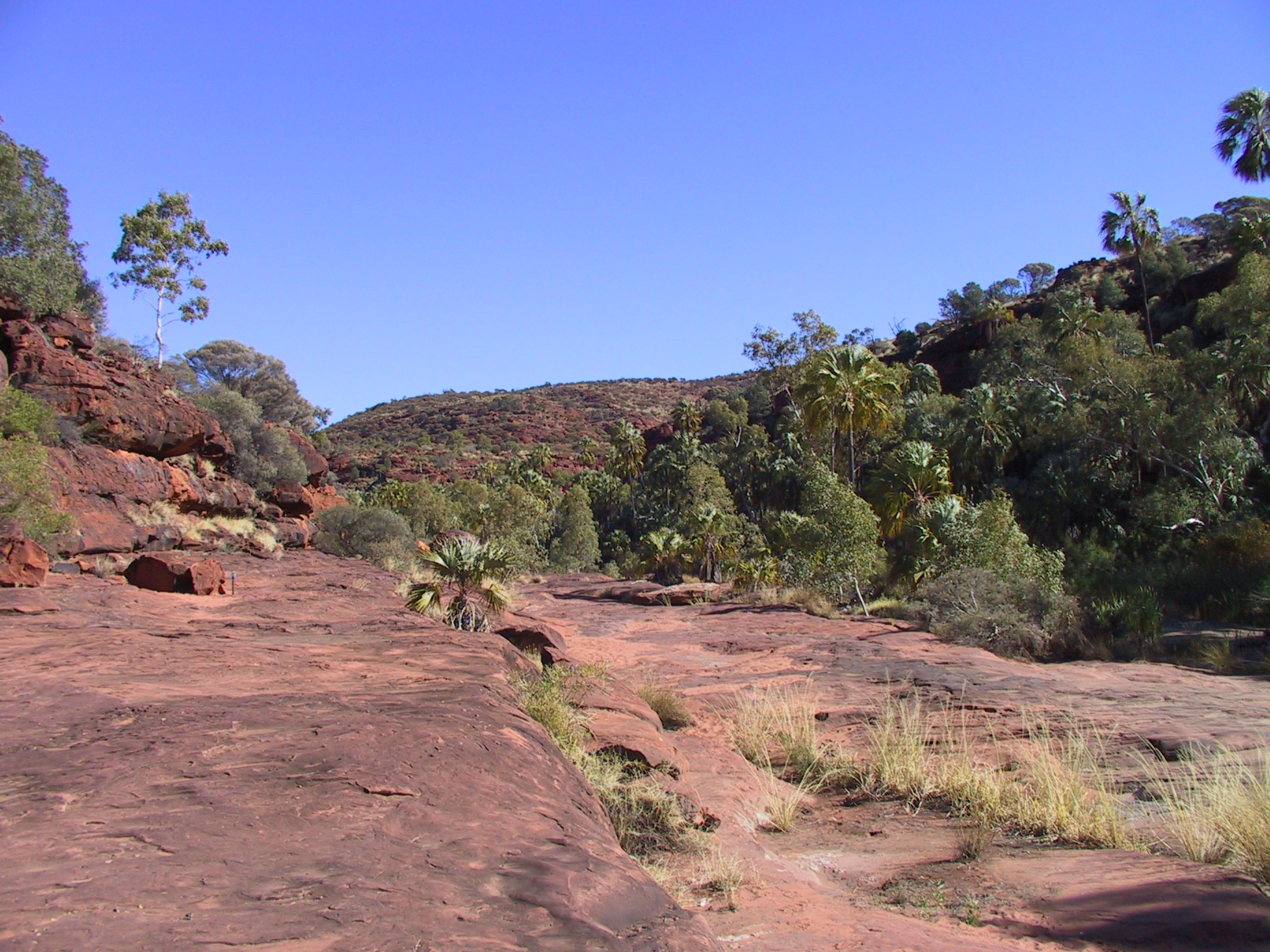
Weg zu den Palmen
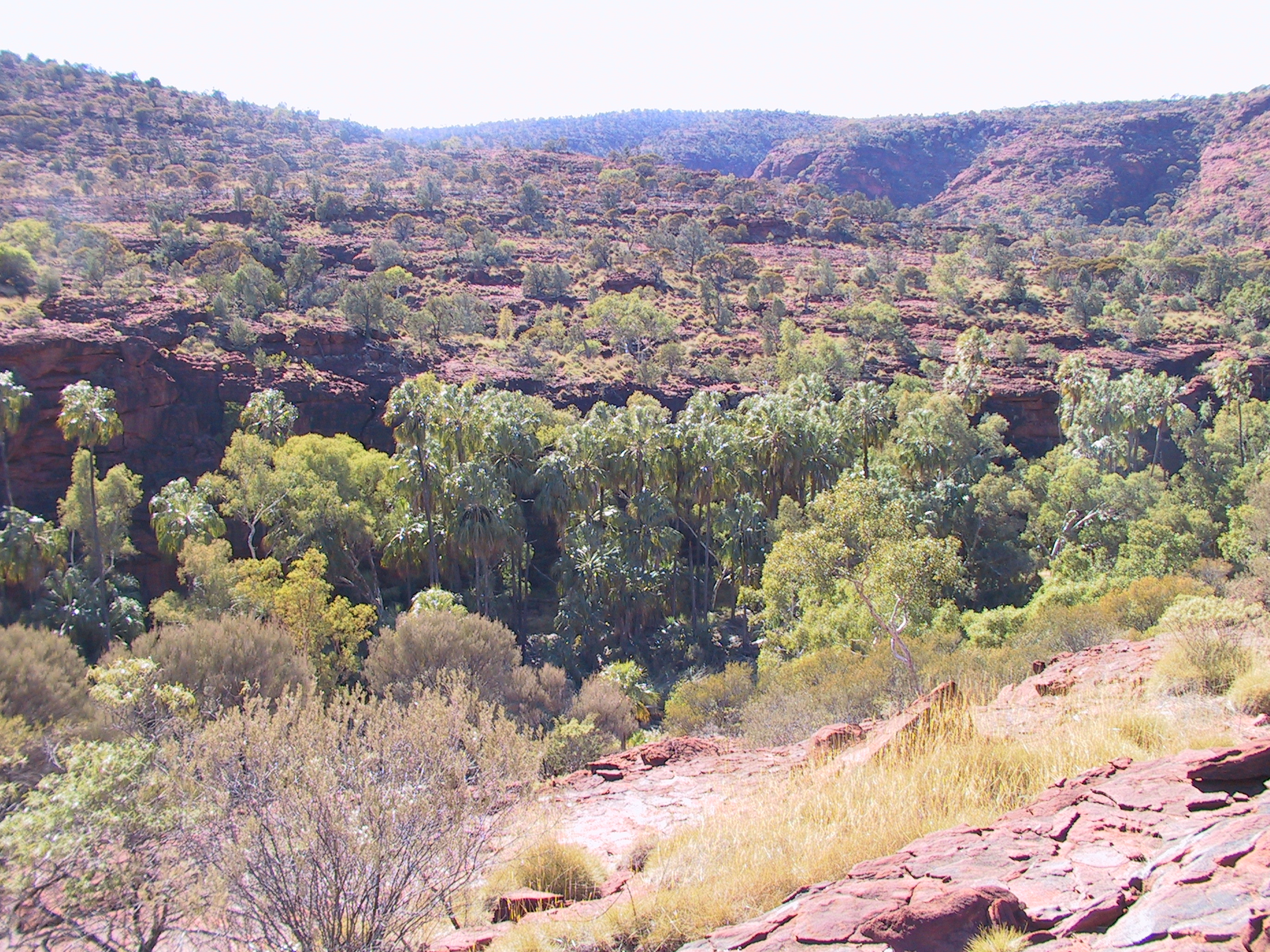
Tal der Palmen